# Rozlišení

Srovnání jednotlivých rozlišení

Rozlišení (anglicky resolution) monitoru nebo displeje je počet pixelů (nebo maximální rozlišení obrazu), které může být zobrazeno na obrazovce (monitoru). Tento pojem se občas používá i u videa, zaměnitelně se slovem rozměr. Udává se jako počet sloupců (též bodů na šířku či horizontální rozlišení, „X“) – to se uvádí jako první – a počet řádků (bodů na výšku, vertikální rozlišení, „Y“). Méně často se používá pojem barevné rozlišení, které vyjadřuje bitovou hloubku (potažmo počet barev) daného zobrazení.

## Časté rozlišení
Mezi nejčastější rozlišení posledních let (2024) patří:
- u monitorů stolních počítačů: 1920 × 1080 (Full HD)[1]
- u notebooků: 1920 × 1080 (Full HD)
- u tabletů: 1280 × 720 (HD) nebo 1280 × 800, 2048 × 1536, 2560 × 1440 (QHD)
- u chytrých telefonů: 540 × 960 (qHD), 1280 × 720 (HD), 1920 × 1080 (Full HD), u nejdražších 3840 × 2160 (4K)
- u televizí: 1280 × 720 (HD), 1920 × 1080 (Full HD) a 3840 × 2160 (4K)
- v profesionálních grafických/postprodukčních studiích: 1920 × 1080 (Full HD), 2K, 4K

## Vývoj rozlišení

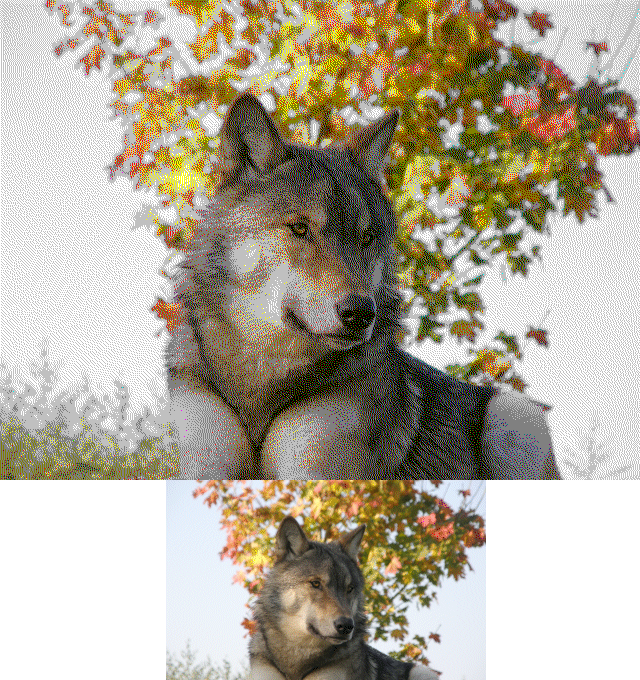
Ukázka VGA rozlišení 640x480 se 16 barvami a 320x200 s 256 barvami

Mnoho uživatelů, včetně uživatelů CADu a hráčů počítačových her, používá rozlišení 1600 × 1200 (UXGA, Ultra-eXtended) nebo vyšší, pokud mají odpovídající zařízení. Pokud je rozlišení obrazu vyšší než fyzické rozlišení obrazovky, mohou některé systémy využít virtuální obrazovku. Pro digitální televizi a HDTV jsou typická vertikální rozlišení 720p, 1080p, 2160p (4K).
Pro PC IBM PS/2 bylo v 80. letech standardním rozlišením 320 × 200, používané 16 barevnými grafickými kartami EGA. Přibližně mezi lety 1990 až 1995 bylo na PC nejběžnější rozlišení 640 × 480 VGA. Zhruba do roku 1999 to bylo rozlišení 800 × 600 SVGA. Od té doby je mnoho webových stránek a multimediálních aplikací vytvářeno pro rozlišení 1024 × 768. K roku 2025 je nejběžnějším rozlišením na PC monitorech 1920 × 1080 (Full HD), druhé nejpoužívanější je 2560 × 1440 (QHD).
Standardní rozlišení, například 800 × 600 a 1024 × 768, mělo vždy jen orientační hodnotu. Již v roce 1992 se na trhu objevila první grafická karta s 1 MB VRAM a v roce 1995 se již masově prosazovaly 64bitové grafické karty s 2 MB VRAM nabízející plnou 2D podporu rozlišení 1600 × 1200 (UXGA).

## Tabulky
| Řádků | 5 : 4 = 1.25 | 4:3 = 1.333… | 3 : 2 = 1.5                    | 16 : 10 = 1.6                  | 5 : 3 = 1.666…        | 16 : 9 = 1.777…       | 21 : 9 = 2.333…                 |
| ----- | ------------ | ------------ | ------------------------------ | ------------------------------ | --------------------- | --------------------- | ------------------------------- |
| 120   |              | 160 QQVGA    |                                |                                |                       |                       |                                 |
| 160   |              |              | 240 HQVGA                      |                                |                       |                       |                                 |
| 240   |              | 320 QVGA     | 360 WQVGA                      | 384 WQVGA                      | 400 WQVGA             | 432 FWQVGA (18 : 10)  |                                 |
| 320   |              |              | 480 HVGA                       |                                |                       |                       |                                 |
| 360   |              | 480          |                                |                                |                       | 640 nHD               |                                 |
| 480   |              | 640 VGA      | 720 WVGA                       |                                | 800 WVGA              | 854 FWVGA             |                                 |
| 540   |              |              |                                |                                |                       | 960 qHD               |                                 |
| 576   |              |              |                                |                                |                       | 1024 WSVGA            |                                 |
| 600   |              | 800 SVGA     |                                |                                | 1024 WSVGA (128 : 75) | 1024 WSVGA (128 : 75) |                                 |
| 640   |              |              | 960 DVGA                       | 1024                           |                       | 1136                  |                                 |
| 720   |              |              |                                | 1152                           |                       | 1280 HD/WXGA          |                                 |
| 768   |              | 1024 XGA     | 1152 WXGA                      |                                | 1280 WXGA             | 1366 WXGA             |                                 |
| 800   |              |              |                                | 1280 WXGA                      |                       |                       |                                 |
| 864   |              | 1152 XGA+    | 1280                           |                                |                       |                       |                                 |
| 900   |              |              |                                | 1440 WXGA+                     |                       | 1600 HD+              |                                 |
| 960   |              | 1280 SXGA−   | 1440 WSXGA                     |                                |                       |                       |                                 |
| 1024  | 1280 SXGA    |              |                                |                                |                       |                       |                                 |
| 1050  |              | 1400 SXGA+   |                                | 1680 WSXGA+                    |                       |                       |                                 |
| 1080  |              |              |                                |                                |                       | 1920 FHD              | 2560 UWHD (64 : 27 = 2.370 : 1) |
| 1152  |              |              |                                |                                |                       | 2048 QWXGA            |                                 |
| 1200  |              | 1600 UXGA    |                                | 1920 WUXGA                     |                       |                       |                                 |
| 1440  |              |              |                                |                                |                       | 2560 (W)QHD           | 3440 WQHD (2.39 : 1)            |
| 1536  |              | 2048 QXGA    |                                |                                |                       |                       |                                 |
| 1600  |              |              |                                | 2560 WQXGA                     |                       |                       |                                 |
| 1620  |              |              |                                |                                |                       | 2880                  |                                 |
| 1800  |              |              |                                | 2880                           |                       | 3200 WQXGA+           |                                 |
| 2048  | 2560 QSXGA   |              | 3200 WQSXGA (25 : 16 = 1.5625) | 3200 WQSXGA (25 : 16 = 1.5625) |                       |                       |                                 |
| 2160  |              |              |                                |                                |                       | 3840 UHD (4K)         | 5120 (5K) (64 : 27 = 2.370 : 1) |
| 2400  |              | 3200 QUXGA   |                                | 3840 WQUXGA                    |                       |                       |                                 |
| 2560  |              |              |                                | 4096 4K                        |                       |                       |                                 |
| 2880  |              |              |                                |                                |                       | 5120 UHD+             |                                 |
| 3072  |              | 4096 HXGA    |                                |                                |                       |                       |                                 |
| 3200  |              |              |                                | 5120 WHXGA                     |                       |                       |                                 |
| 3240  |              |              |                                |                                |                       | 5760                  |                                 |
| 4096  | 5120 HSXGA   |              | 6400 WHSXGA (25 : 16 = 1.5625) | 6400 WHSXGA (25 : 16 = 1.5625) |                       |                       |                                 |
| 4320  |              |              |                                |                                |                       | 7680 FUHD (8K)        | 10240 (10K)                     |
| 4800  |              | 6400 HUXGA   |                                | 7680 WHUXGA                    |                       |                       |                                 |
| 8640  |              |              |                                |                                |                       | 15360 QUHD (16K)      |                                 |

### TV standardy

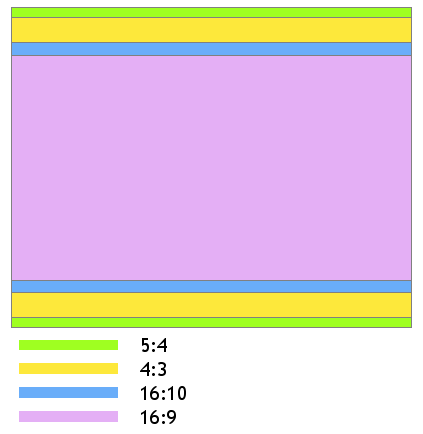
Obvyklé poměry stran

| Analogový TV standard | Rozlišení              |
| --------------------- | ---------------------- |
| PAL                   | 576 řádků, 768 sloupců |
| NTSC                  | 480 řádků, 720 sloupců |

| Digitální TV standard    | Rozlišení                           | Poměr             |
| ------------------------ | ----------------------------------- | ----------------- |
| D-1 NTSC                 | 720 × 486                           | 4 : 3             |
| D-1 NTSC (square pixels) | 720 × 540                           | 4 : 3             |
| D-1 PAL                  | 720 × 576                           | 4 : 3             |
| HDTV 1080i               | 1920 × 1080                         | 16 : 9            |
| HDTV 720p                | 1280 × 720                          | 16 : 9            |
| EDTV 480p                | 640 × 480, 704 × 480 nebo 852 × 480 | 4 : 3 nebo 16 : 9 |
| DVD NTSC                 | 720 × 480                           | 4 : 3 nebo 16 : 9 |
| DVD PAL                  | 720 × 576                           | 4 : 3 nebo 16 : 9 |
| VCD NTSC                 | 352 × 240                           | 4 : 3             |
| VCD PAL                  | 352 × 288                           | 4 : 3             |
| Laserdisc                | 560 × 360                           | 4 : 3             |
| Ultra HDTV, 2160p        | 3840 × 2160                         | 16 : 9            |

| Standard digitálního filmu | Rozlišení                    | Poměr                  |
| -------------------------- | ---------------------------- | ---------------------- |
| Academy 4K                 | 3656 × 2664                  | 1.37 : 1               |
| Digital Cinema 4K          | 4096 × 1716 nebo 3996 × 2160 | 2.39 : 1 nebo 1.85 : 1 |
| Academy 2K                 | 1828 × 1332                  | 1.37 : 1               |
| Digital Cinema 2K          | 2048 × 858 nebo 1998 × 1080  | 2.39 : 1 nebo 1.85 : 1 |